# Kastanie (Heraldik)
Die Kastanie, in der Form Baum, Blatt oder Frucht ist in der Heraldik eine gemeine Figur. Die Figur ist der Gewöhnlichen Rosskastanie nachempfunden. In Regionen mit der essbaren Kastanie, besser als Marone oder Edelkastanie bekannt, treten diese an die Stelle der Wappenfigur. Am markantesten sind das Blatt mit den -adern und die Früchte im Wappen. Der Baum ist nicht immer eindeutig zu erkennen und oft erst durch die Wappenbeschreibung richtig zuzuordnen. Die Farbgebung entspricht der heraldischen Tingierung. Seltener ist eine blühende Kastanie im Wappen.

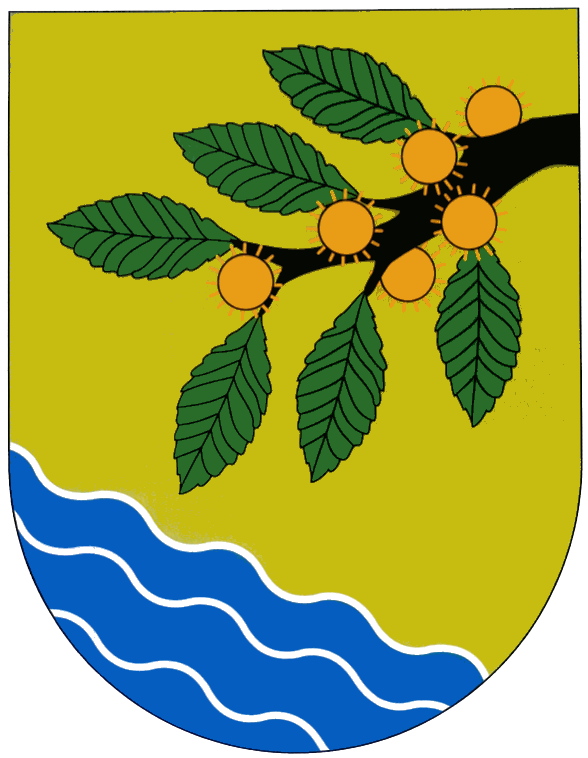
Breggia TI (fruchtender Ast)
Castasegna (Baum mit Früchten)
Gädheim (In Rot ein silbernes Eichen-, Linden- und Kastanienblatt im Dreipass)
Hohenfelde (Blatt)
Hohenseeden (Im Dreipass drei Blätter sowie eine aufplatzende Fruchtkapsel)
Westerode (Blatt)
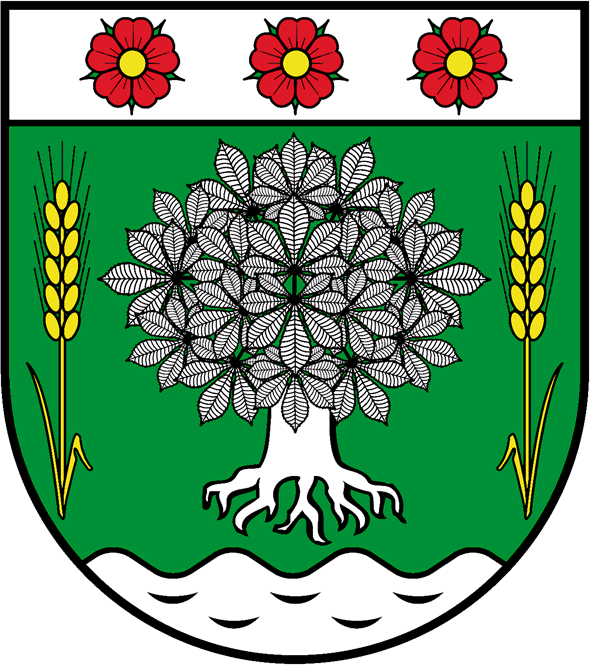
Wellerswalde (Baum)